# Droits de l'homme au Qatar
 (août 2022).
L'article doit être relu — et modifié si nécessaire — par des contributeurs indépendants pour apporter un regard critique aux contributions effectuées en violation des conditions d'utilisation de Wikipédia, tant sur la forme (notamment concernant le style encyclopédique, la proportionnalité) que sur le fond (la neutralité de point de vue, la qualité et l'indépendance des sources).
 (février 2023).
Améliorez-le ou discutez des points à vérifier. 
La situation des droits de l'homme au Qatar est une préoccupation importante de plusieurs organisations non gouvernementales (ONG), bien que des améliorations significatives aient été enregistrées depuis que Sheikh Hamad s'est emparé du pouvoir, au milieu des années 1990. Sous son gouvernement, l'émirat a connu une période de rapide libéralisation et de modernisation, tout en conservant néanmoins son identité islamique. Entre autres choses, le Qatar est connu pour être le premier pays des États arabes du golfe Persique à donner aux femmes le droit de vote.
Cependant, la situation de la très nombreuse population de travailleurs migrants est très préoccupante. Selon Human Rights Watch, en juin 2012, des centaines de milliers de travailleurs migrants, pour la plupart en provenance d'Asie du Sud-Est et employés au Qatar sur des chantiers de construction, courent le risque d'une grave exploitation et de maltraitance, au point que l'on peut parfois parler de travaux forcés ou d'esclavage. Les fortes réactions suscitées dans le monde par les morts sur les chantiers de la Coupe du monde de football de 2022 et la crainte que les conditions de travail sur ces chantiers n'occasionnent la mort de plus de 4 000 travailleurs étrangers avant même le début de la Coupe du monde ont amené le gouvernement du Qatar à promettre une nouvelle législation qui abolirait le système de « parrainage », le kafala, au cœur des problèmes constatés. Le système du kafala est ainsi aboli le 13 décembre 2016, dans le cadre de la réforme du travail la plus importante jamais entreprise à cette date.
Pour ce qui est du droit de la nationalité, le Qatar veille particulièrement à ne pas permettre aux travailleurs immigrés d'obtenir la nationalité qatarienne. Les enfants eux-mêmes n'acquièrent pas la nationalité qatarienne lorsqu'ils naissent au Qatar, même si leur mère est elle-même qatarienne. Un statut de « résident permanent » est mis en place en août 2017 pour étendre les droits des étrangers. Le décret est critiqué comme un "coup de communication" qui ne permet pas aux travailleurs immigrés d'acquérir la nationalité qatarienne. 
La liberté d'expression a subi une atteinte grave avec la condamnation à la prison à vie du poète qatarien Mohammed al-Ajami du fait des critiques qu'il avait formulées contre le gouvernement du Qatar lors de la Conférence de Doha, en 2012. Une certaine liberté de culte est admise en faveur des travailleurs étrangers et des touristes, à condition que la pratique de leur religion reste discrète et s'abstienne de tout signe extérieur lié à cette religion.
Dans le domaine de la vie privée, la charia interdisant toute relation sexuelle hors mariage, les relations extraconjugales sont interdites, et l'homosexualité peut être punie de mort au Qatar.

## Conditions des travailleurs étrangers

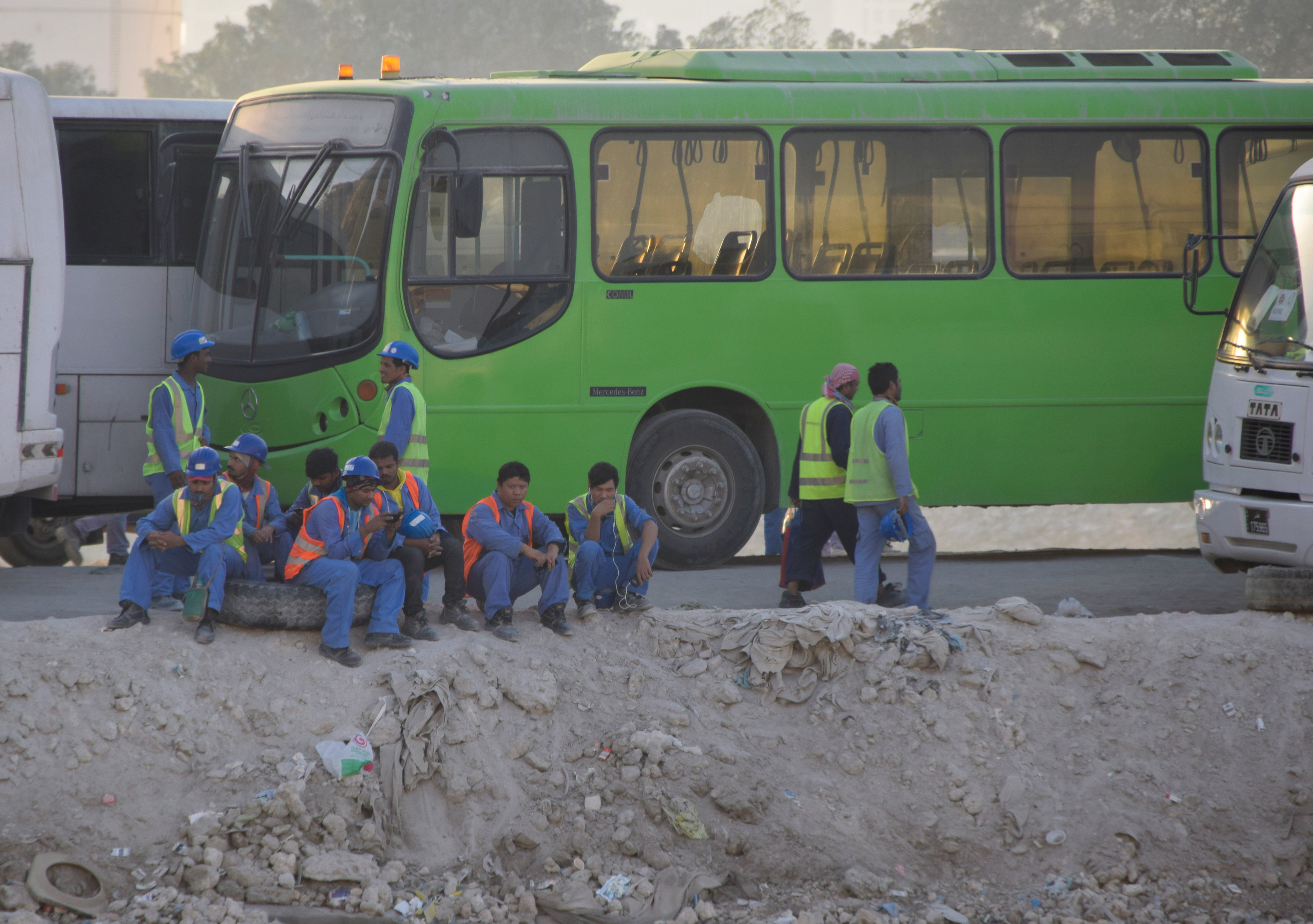
Des travailleurs migrants sur un chantier de construction de "La Perle", 2018.

Selon le Département d’État américain, les travailleurs expatriés en provenance d'Asie et de quelques régions d'Afrique sont régulièrement contraints à une forme d'esclavage contemporain (« forced labour »), et - dans quelques cas - à la prostitution.
La plupart de ces personnes émigrent volontairement au Qatar en tant que travailleurs peu qualifiés, ou en tant que domestiques, mais ils sont ensuite soumis à des conditions qui indiquent une servitude involontaire. Quelques-unes des violations les plus communes du droit des travailleurs incluent le fait que ces travailleurs soient battus, se voient retenir leur salaire, qu'on leur demande de payer pour des avantages sociaux qui sont normalement de la responsabilité de l’amir, qu'ils soient soumis à de sévères privations de liberté (telles que la confiscation de leur passeport, de leurs documents de voyage, ou de leur permis de sortie) ; ils peuvent également être l'objet de détentions arbitraires, être menacés d'être trainé en justice, ou faire l'objet d'agressions sexuelles,.
Comme d'autres États du Golfe, le Qatar a en effet des lois sur le « parrainage », qui ont fait l'objet de larges critiques qui les considèrent comme un « esclavage contemporain », un esclavage de facto qui touche plus d'un million de travailleurs migrants. De fait, selon les dispositions des lois du Qatar sur le « parrainage », les « parrains » disposent d'un pouvoir unilatéral qui leur permet d'annuler les permis de séjour de leurs employés, de leur refuser le droit de changer d'employeur, de dénoncer éventuellement un travailleur à la police en le signalant comme « en fuite », et de lui refuser l'autorisation de quitter le pays. En conséquence de quoi, les employeurs peuvent restreindre la liberté de mouvement de leurs employés à tel point que ceux-ci vivent dans la crainte de leur sort s'ils venaient à dénoncer les abus dont ils sont victimes, ce qui contribue à faire perdurer leur soumission à cette forme d'esclavage.
Le système de « parrainage », le kafala en vigueur au Qatar, a été décrié par les organisations de défenses des droits de l'homme du fait des abus qu'il entraîne vis-à-vis de travailleurs étrangers de toutes nationalités et de toutes professions, dont le nombre s'élève d'ores et déjà à 1,5 million, alors même que ce système est en totale contradiction avec les traités internationaux signés par le Qatar,. Devant ce tollé et en prévision de la Coupe du monde de football de 2022, le Qatar a promis une nouvelle législation qui abolirait le système de parrainage, après avoir déjà publié en février 2014 une charte destinée à améliorer le sort des centaines de milliers de travailleurs asiatiques qui travaillent sur les chantiers de la Coupe du monde.
De même, en mai 2012, une annonce avait été faite selon laquelle la création de syndicats de travailleurs était envisagée, en même temps que l'intention d'abandonner le système de « parrainage ». Même ainsi, les syndicats envisagés, prévus pour recueillir les plaintes des travailleurs et protéger leurs droits, seraient obligatoirement dirigés par des Qatariens.
Malgré ces promesses, la Confédération syndicale internationale continuait en mars 2014 à dénoncer l'inaction du gouvernement du Qatar, « qui n'assume aucune responsabilité pour les travailleurs, et dont la seule réaction aux critiques est au travers des relations publiques ».
Le système du kafala est officiellement aboli le 13 décembre 2016 par le biais d’une réforme du travail, et il est remplacé par un mécanisme contractuel. Le visa de sortie exigé pour pouvoir quitter le pays sous le système du kafala est aboli, mais les travailleurs ont toujours besoin de l'autorisation de leur employeur pour quitter le territoire ou changer de travail. Une commission d'appel est accessible pour les expatriés qui seraient éventuellement empêchés de partir. Si cette réforme reste insuffisante pour certaines ONG, la mesure apparaît inédite dans les monarchies du Golfe.
En novembre 2017, le Conseil d’administration de l’origanisation internationale du travail (OIT) explique prendre acte des progrès accomplis par le Qatar et noter son engagement visant à garantir les principes et droits fondamentaux au travail pour tous les travailleurs, ainsi que l’avancée correspondante consistant à mettre fin au système du kafala. 
Ce positionnement de l'OIT est toutefois à nuancer. Entre 2014 et 2022, l'organisme a progressivement adouci sa position envers le Qatar. Après un lobbying important de la part de Qatar, l'OIT a renoncé à créer une commission d'enquête après un accord intervenu en 2017. L'accord prévoit notamment l'ouverture d'un bureau permanent de l'OIT à Doha, financé par le Qatar à hauteur de 25 millions de dollars. L'OIT est devenu un moyen de communication pour le Qatar pour rassurer les investisseurs, convaincre les sponsors et gouvernement occidentaux et diminuer l'impact des campagnes de boycott. A cet effet, le chef du bureau de l'OIT à Doha reçoit régulièrement des journalistes internationaux pour montrer les "progrès" de l’État en matière de droits humains. De plus, l'OIT est présente dans des événements destinés à apaiser les critiques, comme une table ronde organisée par le Bayern Munich, sponsorisé par Qatar Airways.
En mai 2018, le Qatar adhère à deux pactes internationaux relatifs aux droits civils et politiques (le PIDCP), avec certaines réserves sur l'égalité des genres (en termes de mariage, divorce et garde d'enfants), sur les peines cruelles, sur la peine de mort, sur la liberté de religion ou encore sur la liberté syndicale pour les étrangers,.
Le 28 octobre 2018, la nouvelle loi régulant les entrées, sorties et résidences des expatriés entre en vigueur. Ce texte, qui met fin aux autorisations de sortie du territoire pour les travailleurs immigrés, avait été adopté début septembre 2018.
En janvier 2020, le visa de sortie demandé au travailleur étranger est aboli. En août 2020, le Qatar a adopté la loi 18/2020 dans laquelle les travailleurs immigrés peuvent changer d'emploi avant la fin de leur contrat sans avoir à obtenir d'abord un "certificat de non-objection" de leur employeur, changement qui ne concerne peu que le secteur public cependant.
En mars 2021, par la loi 17/2020, un salaire minimum non discriminatoire a été mis en œuvre au Qatar. Celui est prévoit un salaire de 1000 riyals, soit équivalent à environ 230 euros par mois, plus une obligation de gite et de couvert, pour respectivement 500 et 300 riyals, soit l'équivalent de 180 euros de compensation. Il s'applique à tous les travailleurs, pour toutes les nationalités, dans tous les secteurs, inclus les travailleurs domestiques.

### Coupe du monde de football de 2022
Dans le cadre des chantiers de construction lancés en préparation de la Coupe du monde de football de 2022, qui s'est tenue au Qatar, un accroissement des violation des droits de l'homme a été constaté. En 2013, Amnesty International a publié des rapports montrant que des travailleurs immigrants non payés étaient laissé sans nourriture. Selon ces rapports, les ouvriers sont « traités comme du bétail ». Selon une enquête du Guardian de septembre 2013 (et sur la base de documents obtenus auprès de l'Ambassade du Népal au Qatar),  au moins 44 Népalais sont morts, souvent de crises cardiaques ou d'accidents de travail entre juin et août 2013. Les abus relevés (salaires retenus, travail forcé, conditions de travail dangereuses) s'apparentent à de l'esclavage moderne, selon des organisations comme Anti-Slavery International. 
La FIFA a également mené une enquête concluant à la violation de droits humains lors de l'organisation de la coupe du monde de football.
La FIFA et le Qatar ont finalement mis en place un Fonds d'héritage avec 50 millions d'euros alloués à des initiatives internationales tel que l’Organisation mondiale de la santé (OMS), l’Organisation mondiale du commerce (OMC) et le Haut-Commissariat des Nations unies pour les réfugiés (HCR). Toutefois, ce fonds ne vise pas à indemniser les familles des travailleurs migrants blessés ou décédés. 
Au cours de la compétition, des équipes ont manifesté leur désapprobations contre certaines politiques du Qatar. L'équipe d’Australie a publié une vidéo critiquant les violations des droits humains. L’équipe nationale du Danemark a porté un maillot noir pour protester contre le traitement des travailleurs migrants. Sept fédérations européennes ont souhaité que leurs capitaines portent un brassard "One Love", symbole de la lutte contre toutes les formes de discriminations. Cependant, la FIFA a interdit ce geste en menaçant d’infliger des sanctions sportives (carton jaune) aux joueurs concernés, en rappelant que les brassards autorisés devaient être ceux fournis par l’organisation. Face au risque de pénaliser leurs équipes, les fédérations ont finalement renoncé.
Le nombre de morts liés aux chantier de la Coupe du monde reste difficile à établir. En effet, les décès sont majoritairement classés comme "morts naturelles" sans autopsie ni investigation médicale. Le chiffre de 6 751 morts avancé par le Guardian est probablement sous-estimé car il ne couvre pas tous les ressortissants étrangers ni les morts de la fin de l'année 2020 et de l'année 2021. Le Qatar conteste cette estimation. Dans un premier temps, il a affirmé que seuls 37 décès étaient liés aux chantiers des stades. Par la suite, Hassan al-Thawadi, responsable qatari pour la Coupe du monde, a évoqué 400 à 500 morts.

## Condition féminine
Les femmes au Qatar votent et peuvent se présenter à des fonctions importantes dans le gouvernement, qu'il s'agisse de postes pourvus par nomination, ou de mandats électifs. Le Qatar a accordé le droit de vote aux femmes en même temps qu'aux hommes dans le contexte des élections de 1999 à un « Conseil municipal central »,. Ces élections - les toutes premières à jamais s'être déroulées au Qatar - ont été délibérément tenues le 8 mars 1999, la Journée internationale de la femme.
Le Qatar a envoyé des athlètes féminines aux Jeux olympiques d'été de 2012, qui ont commencé à Londres le 27 juillet.
Depuis les années 1990, la condition des femmes qatariennes s'est significativement améliorée, tant sur le plan de leur place dans la société qu'en termes de droits. Sheikha Mozah a plaidé de façon particulièrement audible pour la cause des femmes en encourageant des conférences à ce sujet, en plaidant pour qu'une meilleure éducation leur soit proposée et en demandant la création d'un poste consacré à la condition féminine au sein du cabinet ministériel.
À la suite de ces avancées, les femmes qatariennes ont pu obtenir des opportunités de carrière, qu'il s'agisse de postes de direction, dans l'éducation, la banque, les services de santé, les organisations humanitaires, le tourisme, le droit, et même la diplomatie. Selon l'ambassade du Qatar, les femmes sont présentes dans le domaine de l'éducation, de la santé, du journalisme, de l'aviation, de la banque, de la politique, de la finance et du tourisme. Entre 36 et 42 % des femmes qatariennes ont un emploi, et les experts disent que les droits des femmes se renforcent,.
Aucun vêtement particulier n'est imposé aux femmes, qui peuvent s'habiller comme elles le souhaitent en public (bien qu'en pratique les femmes qatariennes portent généralement l'abaya noire).
Elles ont aussi le droit de conduire au Qatar (ce droit existait bien avant l'arrivée de Hamad). Exception faite aux femmes membres de la famille de l'émir, qui ne peuvent conduire elles-mêmes pour des raisons « d'ordre royal », qui veut que les femmes de la famille régnante bénéficient de chauffeurs.
En avril 2018, le Qatar autorise pour la première fois les femmes âgées de plus de 18 ans à effectuer leur service militaire, même si certaines exercent déjà des fonctions administratives au sein de l'armée.
L'association Human rights watch, quant à elle, relève que la loi qatari discrimine les femmes dans les domaines du mariage, du divorce, de la garde des enfants et de l'héritage. Amnesty international, dans son rapport de 2021, rapporte également des discriminations à l'égard des femmes, notamment le fait qu'elles restent soumises à un tuteur masculin.

## Autres droits individuels ou collectifs
Le pays a vécu une période de changement après que le précédent émir du Qatar, Hamad bin Khalifa Al Thani, est venu au pouvoir après avoir destitué son père.

### Abolition de l'esclavage
En 1952, à la suite de la transition de l'économie vers l'industrie du pétrole, et les richesses engendrées, le cheik Ali ben Abdallah Al Thani abolit l'esclavage par un affranchissement généralisé et l'indemnisation des anciens propriétaires.
Un musée consacré à l’esclavage et à l’histoire du Qatar est inauguré en 2015,.

### Peine de mort
La peine de mort est toujours en vigueur au Qatar, en principe surtout pour espionnage, ou d'autres menaces contre la sécurité de l'État, telles que le terrorisme (depuis 2004). L'apostasie est également considérée comme passible de la peine capitale, même s'il n'existe pas trace que la peine de mort ait été appliquée pour ce motif.
La peine de mort peut cependant s'appliquer également en cas de meurtre, ou de trafic de drogue. Les dernières exécutions datent de 2003 (trois exécutions sur les quatre sur ces vingt dernières années), et la méthode utilisée a été la pendaison. Depuis, cinq Sri Lankais ont été condamnés à mort en janvier 2007, et le Qatar a voté « contre » la résolution de l'ONU pour un moratoire mondial sur les exécutions en décembre 2008. La décapitation au sabre est reconnue comme méthode légale d'exécution mais n'est plus pratiquée.

### Droit de la nationalité et Punitions
Le Qatar est connu comme étant l'un des pays où il existe une immense discrimination entre les citoyens du pays et les expatriés qui y demeurent. Ainsi, le Qatar n'autorise pas les syndicats de travailleurs, n'a pas de barèmes de rémunération pour sa main-d’œuvre immigrée, et soumet sa population de travailleurs immigrés aux dispositions de la loi en vigueur sur le parrainage, qui accorde aux « parrains » des droits discrétionnaires sur leurs employés.
Le gouvernement du Qatar déploie de grands efforts pour préserver le statu quo, et se refuse à remettre en cause ses valeurs ou son niveau de vie en autorisant des étrangers à devenir citoyens du Qatar. La seule voie ouverte pour obtenir la nationalité qatari est d'épouser un Qatarien ; même dans ce cas cependant, l'obtention de la nationalité qatarienne n'est pas de droit, en particulier pour les non-musulmanes. Ce n'est que dans certaines circonstances exceptionnelles que le chef de l'État du Qatar peut éventuellement accorder la nationalité qatarienne à un étranger qui aurait rendu des services exceptionnels au pays pendant plusieurs années.
Les autorités qatariennes interdisent également les employeurs d'établir de contrat de travail excédant vingt années consécutives. Le Qatar évite ainsi deux problèmes importants, d'une part d'avoir à payer les retraites des travailleurs étrangers en fin de carrière, et d'autre part de voir ces mêmes travailleurs demander la nationalité qatarienne.
Les enfants nés au Qatar de parents étrangers n'ont pas la nationalité qatarienne, mais acquièrent au contraire automatiquement la nationalité de leurs parents, et ce n'est que si le père est lui-même de nationalité qatarienne que son enfant pourra devenir citoyen du Qatar (si c'est la mère qui est Qatarienne, l'enfant n'aura pas la nationalité qatarienne).
Le 2 août 2017, le Qatar crée un statut de résident permanent assorti de certains droits pour trois catégories d'étrangers,. Ce statut, limité à 100 expatriés par année, est qualifié de "coup de communication" par Radio France internationale,.
Les châtiments corporels restent légaux au Qatar en tant que condamnation pénale en vertu de la loi islamique. Cependant, l'article 19 de la loi de 1994 de 1994 interdit explicitement les individus de moins de 16 ans. Le Comité contre la torture a exhorté à plusieurs reprises au Qatar à abolir les châtiments judiciaires, recommandant son retrait en 2006, 2013 et 2018. Dans ce dernier cas, le comité a appelé à une législation interdisant explicitement les châtiments corporels des enfants dans tous les contextes. Un délégué a déclaré que la flagellation avait été abolie en vertu de la loi sur la prison de 2016, qui a également introduit des garanties pour les détenus, garantissant qu'il n'a pas été imposé aux détenus ou aux prisonniers. De plus, Ahmed Hassan Al-Hamadi, secrétaire général du ministère des Affaires étrangères du Qatar, a réaffirmé l'engagement du pays à coopérer avec le comité contre la torture pour respecter les normes des droits de l'homme.

### Liberté d'expression et de religion
La liberté d'expression est le droit d'exprimer ses opinions et ses idées. Or, durant la Conférence des Nations unies sur le changement climatique de 2012 qui s'est tenue à Doha, au Qatar, le poète qatari Mohammed al-Ajami, également connu sous le nom de Mohammed Ibn al-Dheeb, a été condamné à la prison à vie pour avoir critiqué le gouvernement du Qatar. Aucun observateur n'a pu assister au procès, et Mohammed al-Ajami lui-même n'était pas présent lors de sa condamnation. Toutes les informations disponibles montrent que Mohammed al-Ajami est en réalité un prisonnier de conscience, placé derrière les barreaux uniquement du fait des opinions qu'il a exprimées.

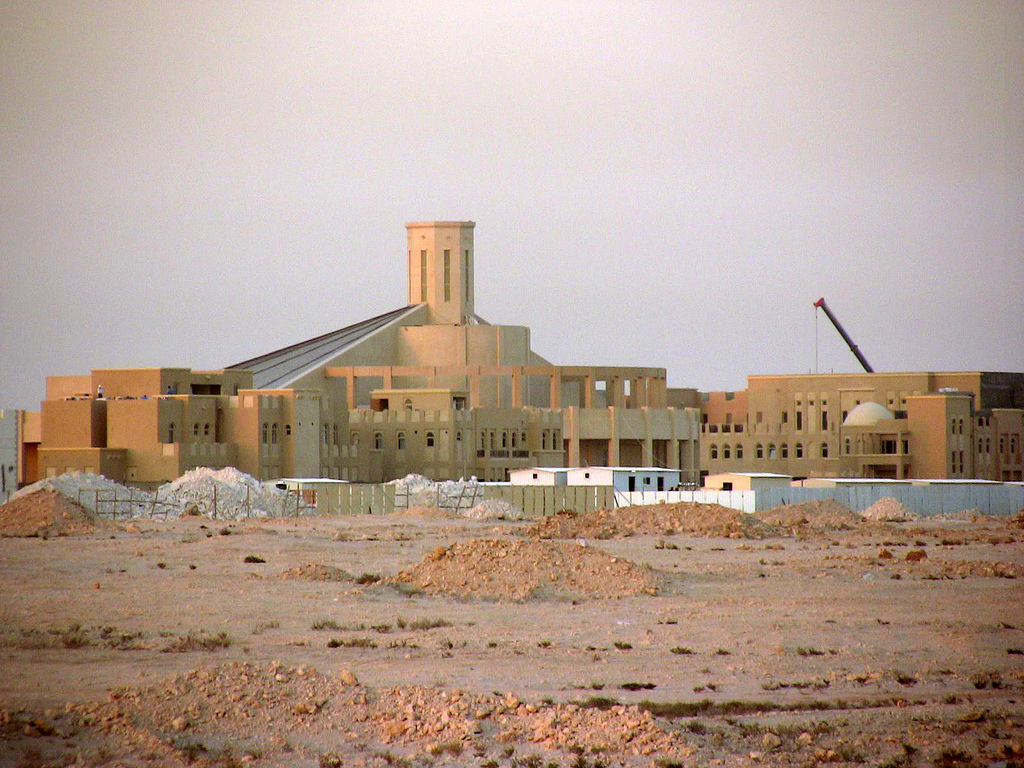
La première église catholique du Qatar n'a pas le droit de porter des symboles chrétiens à l'extérieur.

Le Qatar est un pays à majorité musulmane, avec 76 % de sa population qui adhère à l'islam. Le gouvernement fait appel à la loi sunnite en tant que fondement de ses règlementations civiles et pénales. Cependant, une certaine tolérance religieuse est admise : les travailleurs étrangers et les touristes sont autorisés à appartenir à une autre religion que l'islam (christianisme, hindouisme, bouddhisme, foi bahá'ís...) pourvu qu'ils se montrent discrets et n'offensent pas l'ordre public ou la moralité.
Ainsi, en mars 2008, l'église catholique Notre-Dame-du-Rosaire a été consacrée à Doha. Cependant, conformément à l'obligation de discrétion, aucun missionnaire n'y est autorisé, et l'église ne doit avoir aucune cloche, aucune croix, ni aucun signe ostentatoire chrétien.

### Autres aspects
- La prostitution est interdite par la loi.
- L'usage de stupéfiants l'est également.
- Il est également interdit de photographier les immeubles gouvernementaux et les installations militaires.
- Les lois du Qatar tolèrent l'alcool jusqu'à une certaine limite dans les lieux touristiques. L'achat de boissons alcoolisées dans certains endroits publics est soumis à un permis d'achat livré par les autorités mais officiellement interdit aux personnes de confession musulmane. Cependant, les bars publics au Qatar opèrent seulement dans les luxueux hôtels (alors que les émirats de Dubaï et de Bahreïn permettent l'établissement de discothèques, et que l'Arabie saoudite, beaucoup plus conservatrice, interdit totalement l'alcool). Il y a une tolérance zéro vis-à-vis de la conduite en état d'ébriété.
- Les homosexuels, lorsqu'ils sont musulmans, peuvent être condamnés à mort selon la charia[65], qui interdit de façon générale toute relation sexuelle hors mariage. Cependant, si les relations sexuelles hors mariage au Qatar sont en principe punies de cinq ans de prison, les peines réellement prononcées peuvent être très variables, même lorsqu'il s'agit de non-musulmans puisqu'en 1996, un citoyen américain a été condamné à six mois de prison et 90 coups de fouet pour « activité homosexuelle », et que 36 travailleurs philippins homosexuels ont été chassés du pays en 1997[66]. Cet état de choses entraine une pression sur la FIFA pour qu'elle demande au Qatar de revoir sa législation touchant à l'homosexualité, en prévision de la Coupe du monde de football de 2022[7].